# Історія Темпл Дрейк
«Історія Темпл Дрейк» (англ. The Story of Temple Drake) — американська драма режисера Стівена Робертса 1933 року.

## Сюжет
Заможна, але невротична красуня одного ранку прокидається в лігві бутлегерів … зв'язана.

## У ролях
- Міріам Гопкінс — Темпл Дрейк
- Вільям Гарган — Стівен Бенбоу
- Джек Ла Ру — Тріггер
- Флоренс Елдрідж — Рубі Лемарр
- Гай Стендінг — суддя Дрейк
- Ірвінг Пічел — Лі Гудвін
- Джобіна Хоуланд — міс Реба
- Вільям Кольє молодший — Тодді Гован
- Елізабет Паттерсон — тітка Дженні
- Джеймс Іглз — Томмі
- Херлан Найт — Пеп
- Джим Мейсон — Ван
- Луїз Біверс — Мінні
- Артур Беласко — Вортон